# الببغاء وأوليفر في أمريكا (رواية)
الببغاء وأوليفر في أمريكا (بالإنجليزية: Parrot and Olivier in America)‏ هي رواية للكاتب الأسترالي بيتر كاري، نشرت عام 2009، عن دار نشر هاميش هاملتون في أستراليا.

## القصة
وتدور الرواية حول حياة ألكسيس دو توكفيل وتركز على رحلاته إلى الولايات المتحدة. وتصور الرواية تلك الحياة في هيئة شخصية خيالية هي أوليفير دو غارمون. 
والببغاء هو سكرتير غارمون، والذي يصفه توماس مالون وهو محرر في النيويورك تايمز، أنه شخصية تشبه شخصيات تشارلز ديكنز، ويقوم الببغاء بدون الحامي لغارمون ويستكشفان الحياة الأمريكية.

## روابط خارجية
- الببغاء وأوليفر في أمريكا على موقع الموسوعة البريطانية (الإنجليزية)